# Patrick Joseph Kennedy
Patrick Joseph Kennedy (ur. 14 stycznia 1858 w Bostonie, zm. 18 maja 1929, tamże) – amerykański polityk, przedstawiciel klanu Kennedy, dziadek prezydenta Johna F. Kennedy’ego.
Był synem irlandzkich emigrantów - Bridget Murphy (1821-1888) i Patricka Kennedy’ego (1823-1858), który zmarł na cholerę. Pomimo bardzo ciężkiej sytuacji finansowej, młody Patrick J. Kennedy zgromadził oszczędności, za które kupił stare bistro. W późniejszych latach kupił dwa bary i przedsiębiorstwo importu alkoholi.
Oprócz zajmowania się biznesem, Kennedy zaczął angażować się w działalność polityczną. Będąc politykiem Partii Demokratycznej, w latach 1885-1889 był członkiem stanowej Izby Reprezentantów, a następnie - do 1895 - był senatorem stanu Massachusetts.
W listopadzie 1887 Patrick Joseph Kennedy poślubił Mary Hickey (1857-1923). W dniu 6 września 1888 roku urodził im się syn Joseph P. Kennedy Sr., który w 1914 poślubił Rose Fitzgerald – córkę Johna Fitzgeralda, który był politycznym rywalem jego ojca w Bostonie i w stanie Massachusetts.